# Neomacounia nitida
Neomacounia nitida är en bladmossart som beskrevs av Robert Root Ireland 1974. Neomacounia nitida ingår i släktet Neomacounia och familjen Neckeraceae. IUCN kategoriserar arten globalt som utdöd. Inga underarter finns listade i Catalogue of Life.